# Saragyugh
Saragyugh là một đô thị thuộc tỉnh Shirak, Armenia. Dân số ước tính năm 2011 là 206 người.